# Macrojoppa pulchripennis
Macrojoppa pulchripennis là một loài tò vò trong họ Ichneumonidae.